# Peter Nworah
Peter Nworah (Lagos, 15 dicembre 1990) è un calciatore nigeriano, attaccante dell'Al-Sahel.

## Carriera
Ha giocato nella massima serie slovacca.